# Massenheim (Bad Vilbel)

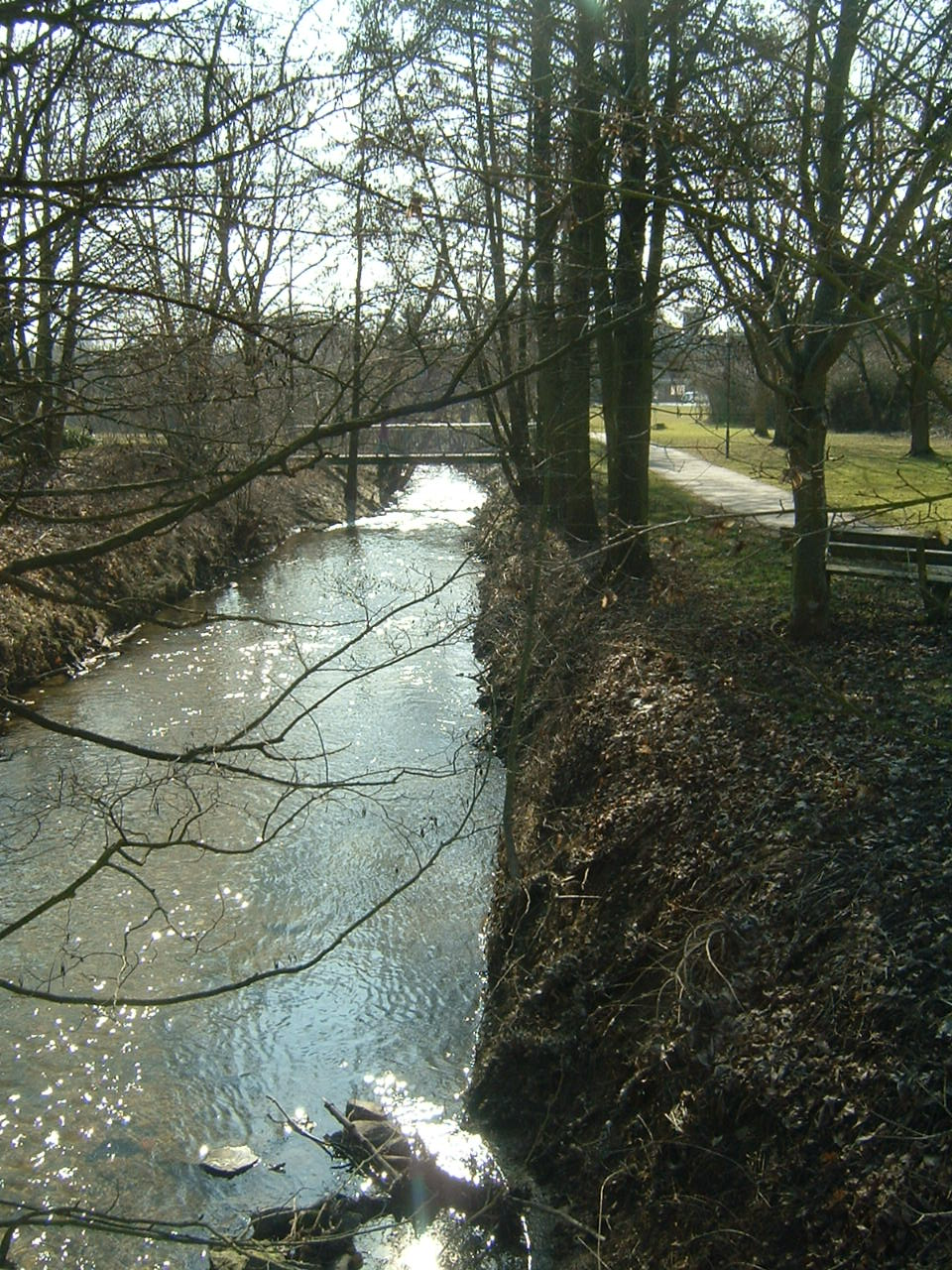
Erlenbach

Massenheim ist ein Stadtteil von Bad Vilbel im hessischen Wetteraukreis.

## Geografische Lage
Der Stadtteil Massenheim liegt auf einer Höhe von 120 m über NN, zwei Kilometer nordwestlich der Kernstadt von Bad Vilbel.

## Geschichte

### Mittelalter
Die älteste erhaltene Erwähnung von Massenheim findet sich im Lorscher Codex, einem Güterverzeichnis des Klosters Lorsch, als Schenkung vom  28. Februar 775. Bis 816 folgten weitere vier Privatschenkungen aus Massenheim an das Kloster. Schon damals wurde die heute gebräuchliche Schreibweise des Ortsnamens verwendet, die sich seit dem nicht geändert hat. Massenheim war im Hochmittelalter dem Niddagau zugeordnet, im Spätmittelalter dem Gericht Bornheimerberg. 1320 verpfändete König Ludwig IV. den Bornheimerberg an Ulrich II. von Hanau, so dass Massenheim nun zunächst zur Herrschaft Hanau, später zur Grafschaft Hanau-Münzenberg gehörte. Eine Kirche wurde erstmals 1298 urkundlich erwähnt.

### Neuzeit
In der ersten Hälfte des 16. Jahrhunderts vollzog die Grafschaft Hanau-Münzenberg und damit auch das Dorf Massenheim die Reformation zunächst nach lutherischem Vorbild. 1597 setzte Graf Philipp Ludwig II. eine zweite Reformation zugunsten des reformierten Bekenntnisses durch.
Wie in der übrigen Grafschaft Hanau-Münzenberg wurde auch hier seit der Wende vom 16. zum 17. Jahrhundert das Solmser Landrecht zum Gewohnheitsrecht. Das Gemeine Recht galt nur, wenn Regelungen des Solmser Landrechts für einen Sachverhalt keine Bestimmungen enthielten. Das Solmser Landrecht blieb auch im 19. Jahrhundert geltendes Recht, auch in kurhessischer (Hessen-Kassel) und großherzoglich hessischer (Hessen-Darmstadt) Zeit. Erst das Bürgerliche Gesetzbuch vom 1. Januar 1900, das einheitlich im ganzen Deutschen Reich galt, setzte das alte Partikularrecht weitgehend außer Kraft.
Nach dem Tod des letzten Hanauer Grafen, Johann Reinhard III., erbten die Landgrafen von Hessen-Kassel die Grafschaft Hanau-Münzenberg. Aus der Landgrafschaft Hessen-Kassel wurde 1803 das Kurfürstentum Hessen. Gegen Ende des 18. Jahrhunderts entwickelte sich der Ort von einem hauptsächlich landwirtschaftlich orientierten Dorf hin zu gewerblicher Wirtschaft, da sich viele Handwerker und Gewerbebetriebe ansiedelten. Massenheim wurde zu einer Hochburg der Leinenweber, deren Stoffe nach ganz Europa exportiert wurden. Erst 1913 wurde der letzte Webstuhl im Ort außer Betrieb genommen. Vorübergehend gehörte Massenheim in napoleonischer Zeit zunächst 1806 bis 1810 zum Kaiserreich Frankreich, Fürstentum Hanau, Amt Bornheimerberg, dann 1810 bis 1813 zum Großherzogtum Frankfurt, bevor es wieder kurhessisch wurde. Nach der Verwaltungsreform des Kurfürstentums Hessen von 1821, im Rahmen derer Kurhessen in vier Provinzen und 22 Kreise eingeteilt wurde, gehörte Massenheim zum Landkreis Hanau. Das Kurfürstentum unterlag als Verbündeter Österreichs 1866 im Preußisch-Österreichischen Krieg dem Königreich Preußen. Dieses annektierte daraufhin Kurhessen. Massenheim allerdings trat es im Friedensvertrag vom 3. September 1866 an das Großherzogtum Hessen ab, das das Dorf seiner Provinz Oberhessen und in den Kreis Vilbel, ab 1874 in den Landkreis Friedberg eingliederte. Von 1866 bis 1879 gehörte Massenheim zum Bezirk des Landgerichts Vilbel, ab 1879 zu dem des Amtsgerichts Vilbel.
Am 1. Juni 1972 wurde im Zuge der Gebietsreform in Hessen die bis dahin selbständige Gemeinde Massenheim auf freiwilliger Basis nach Bad Vilbel, das seit dem 1. August 1972 zum Wetteraukreis gehört, eingemeindet.
Für Massenheim wurde ein Ortsbezirk mit Ortsbeirat und Ortsvorsteher nach der Hessischen Gemeindeordnung eingerichtet.

### Einwohnerentwicklung
- 1812: 45 Feuerstellen, 282 Seelen
- 1961: 885 Einwohner, davon 569 evangelisch (= 64,29 %), 285 katholisch (= 32,20 %)

| Massenheim: Einwohnerzahlen von 1812 bis 2020 | Massenheim: Einwohnerzahlen von 1812 bis 2020 | Massenheim: Einwohnerzahlen von 1812 bis 2020 | Massenheim: Einwohnerzahlen von 1812 bis 2020 | Massenheim: Einwohnerzahlen von 1812 bis 2020 |
| --- | --------------------------------------------- | --------------------------------------------- | --------------------------------------------- | --------------------------------------------- |
| Jahr |                                               |                                               |                                               | Einwohner                                     |
| 1812 | 1812                                          |                                               | 282                                           | 282                                           |
| 1834 | 1834                                          |                                               | 332                                           | 332                                           |
| 1840 | 1840                                          |                                               | 333                                           | 333                                           |
| 1846 | 1846                                          |                                               | 322                                           | 322                                           |
| 1852 | 1852                                          |                                               | 321                                           | 321                                           |
| 1858 | 1858                                          |                                               | 280                                           | 280                                           |
| 1864 | 1864                                          |                                               | 273                                           | 273                                           |
| 1871 | 1871                                          |                                               | 264                                           | 264                                           |
| 1875 | 1875                                          |                                               | 302                                           | 302                                           |
| 1885 | 1885                                          |                                               | 270                                           | 270                                           |
| 1895 | 1895                                          |                                               | 277                                           | 277                                           |
| 1905 | 1905                                          |                                               | 395                                           | 395                                           |
| 1910 | 1910                                          |                                               | 440                                           | 440                                           |
| 1925 | 1925                                          |                                               | 525                                           | 525                                           |
| 1939 | 1939                                          |                                               | 488                                           | 488                                           |
| 1946 | 1946                                          |                                               | 687                                           | 687                                           |
| 1950 | 1950                                          |                                               | 737                                           | 737                                           |
| 1956 | 1956                                          |                                               | 778                                           | 778                                           |
| 1961 | 1961                                          |                                               | 885                                           | 885                                           |
| 1967 | 1967                                          |                                               | 1.700                                         | 1.700                                         |
| 1970 | 1970                                          |                                               | 1.795                                         | 1.795                                         |
| 1985 | 1985                                          |                                               | 2.513                                         | 2.513                                         |
| 1991 | 1991                                          |                                               | 2.484                                         | 2.484                                         |
| 2005 | 2005                                          |                                               | 2.506                                         | 2.506                                         |
| 2011 | 2011                                          |                                               | 2.463                                         | 2.463                                         |
| 2015 | 2015                                          |                                               | 2.575                                         | 2.575                                         |
| 2020 | 2020                                          |                                               | 2.886                                         | 2.886                                         |
| Datenquelle: Historisches Gemeindeverzeichnis für Hessen: Die Bevölkerung der Gemeinden 1834 bis 1967. Wiesbaden: Hessisches Statistisches Landesamt, 1968. Weitere Quellen: ; nach 1970: Stadt Bad Vilbel; Zensus 2011 |                                               |                                               |                                               |                                               |

## Politik
| Diagrammdarstellung von Wahlergebnis und Sitzverteilung | Diagrammdarstellung von Wahlergebnis und Sitzverteilung                                             |
| --- | --------------------------------------------------------------------------------------------------- |
| Ortsbeiratswahl Massenheim 2021Wahlbeteiligung: 64,4 % 6050403020100 43,4 % (−7,0 %p)25,6 % (+13,7 %p)24,1 % (−13,6 %p)4,6 % (n. k. %p)2,3 % (n. k. %p) CDUGrüneSPDAfDFW20162021 | Sitzverteilung im Ortsbeirat Massenheim 2021Insgesamt 9 Sitze - SPD: 2 - Grüne: 2 - CDU: 4 - AfD: 1 |

## Sehenswürdigkeiten
- Die evangelische Kirche ist ein denkmalgeschütztes Kirchengebäude. Nach der Zerstörung des mittelalterlichen Gebäudes im Dreißigjährigen Krieg wurde sie 1695 wieder eingeweiht. 1863 kam eine Empore und 1869 eine Orgel dazu. 1934 wurden die zuvor äußerst schlicht gehaltenen Innenräume ausgemalt.
- Das Fachwerkhaus aus dem Jahr 1731, das heute das Heimatmuseum Massenheims beherbergt, war früher eine Scheune und ein Hirtenhaus. Bis 1972 diente es als Rathaus des Ortes.
- Eine ehemalige Schule war im Haus der Familie Ludwig Apfel von 1680 untergebracht. Es trägt ein altes Wappen auf einem verzierten Hauswappenstein.
- Der Dorfplatz dient kulturellen Ereignissen wie Konzerten, Festen und dem Weihnachtsmarkt. Der Dorfbrunnen aus Sandstein wurde von der ortsansässigen Künstlerin Maria Wiechers gestaltet.
- Direkt am Platz steht das Hinkel'sche Anwesen mit einer von Bernd Freisleben gestalteten Wandmalerei.
- Am Erlenbach befindet sich der aus dem 17. Jahrhundert stammende Römerbrunnen. Er diente als Schöpfstelle für die Massenheimer und ab 1771 auch für die Nieder-Erlenbacher Bürger. 1972 wurde er nach Plänen von Georg Hieronymi neu gestaltet und überdacht.[10]

Die Auen-Kunst ist eine Dauerausstellung in freier Natur am Erlenbach. Hier zeigen namhafte Künstler der Umgebung Skulpturen und Plastiken. Die Kunstwerke wechseln nach geraumer Zeit und werden durch neue ersetzt, die ein Gremium auswählt.

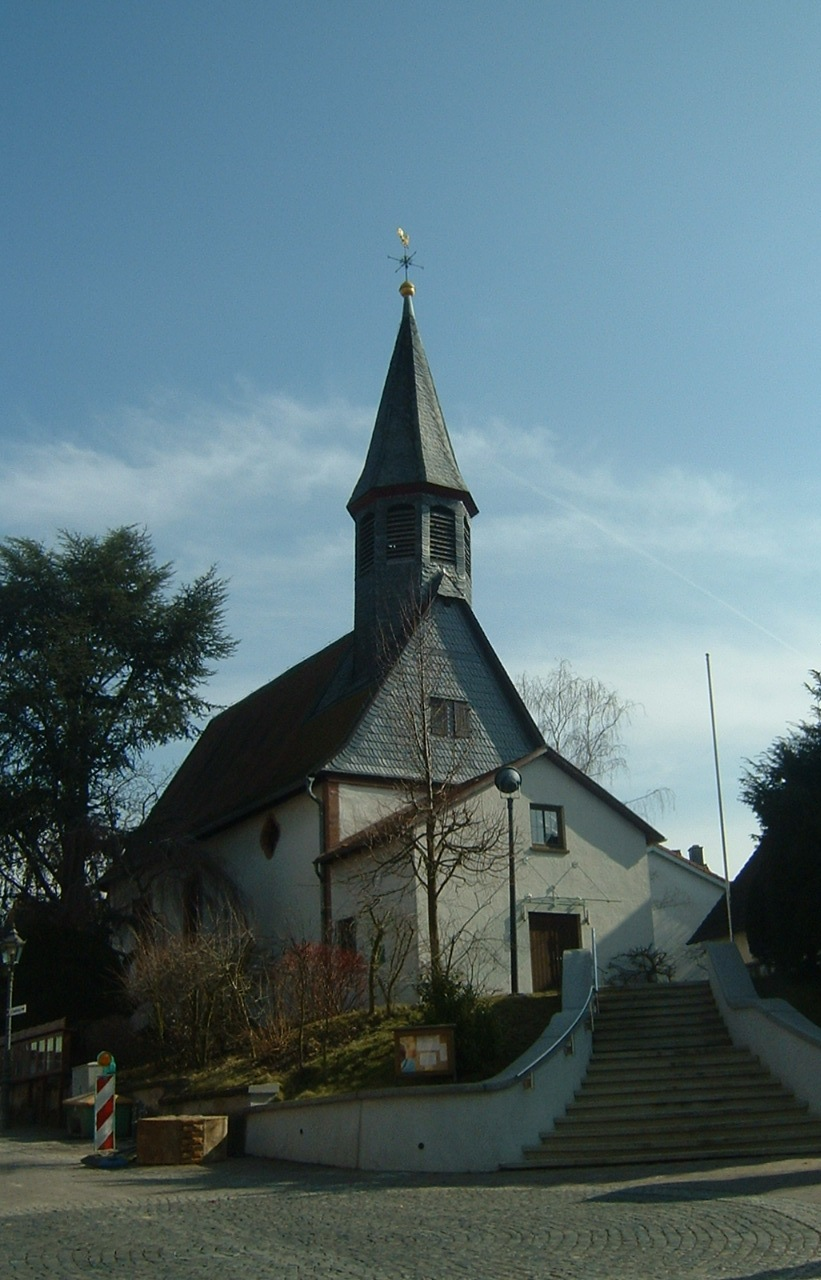
Kirche in der Ortsmitte
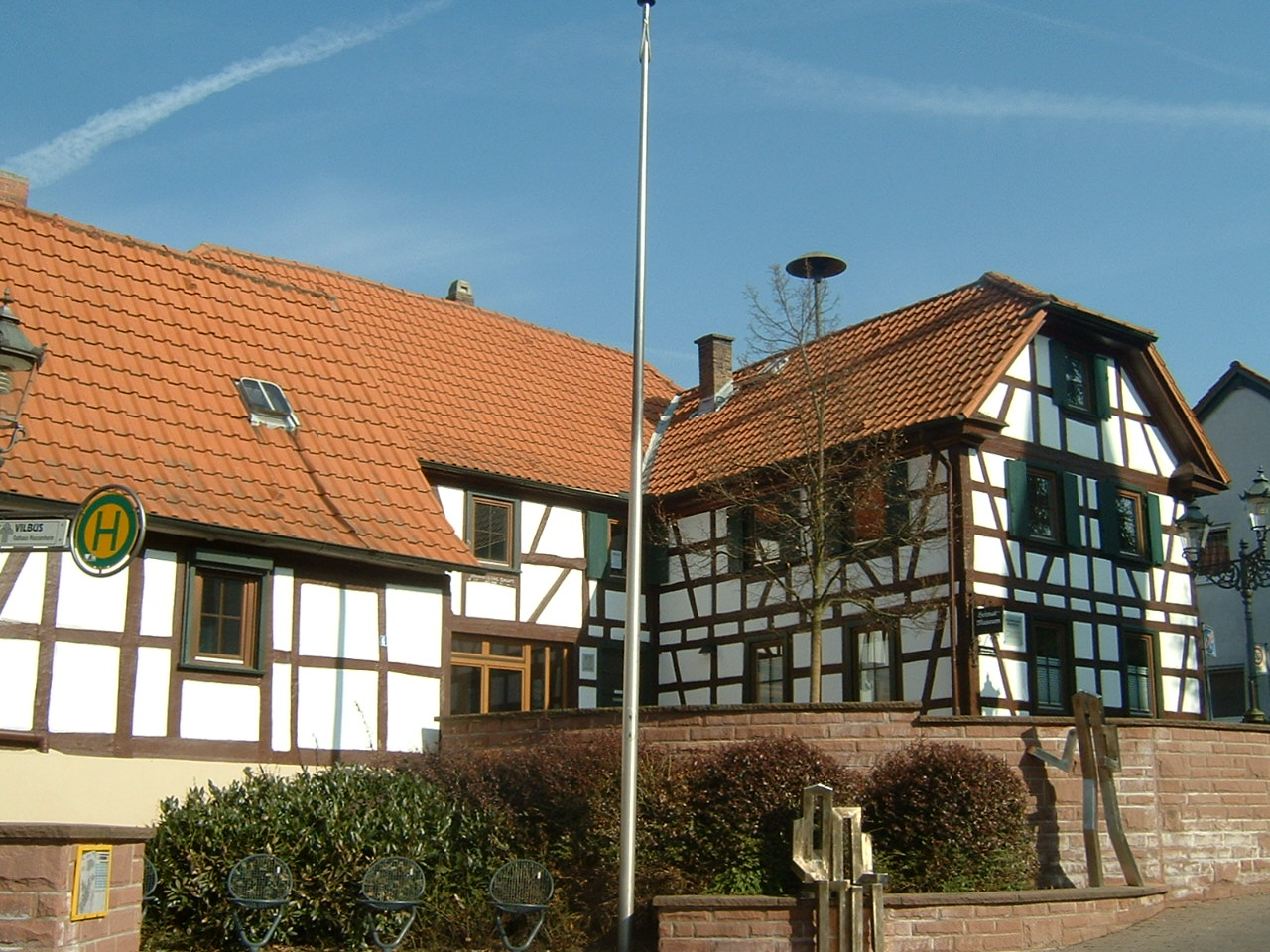
Museum
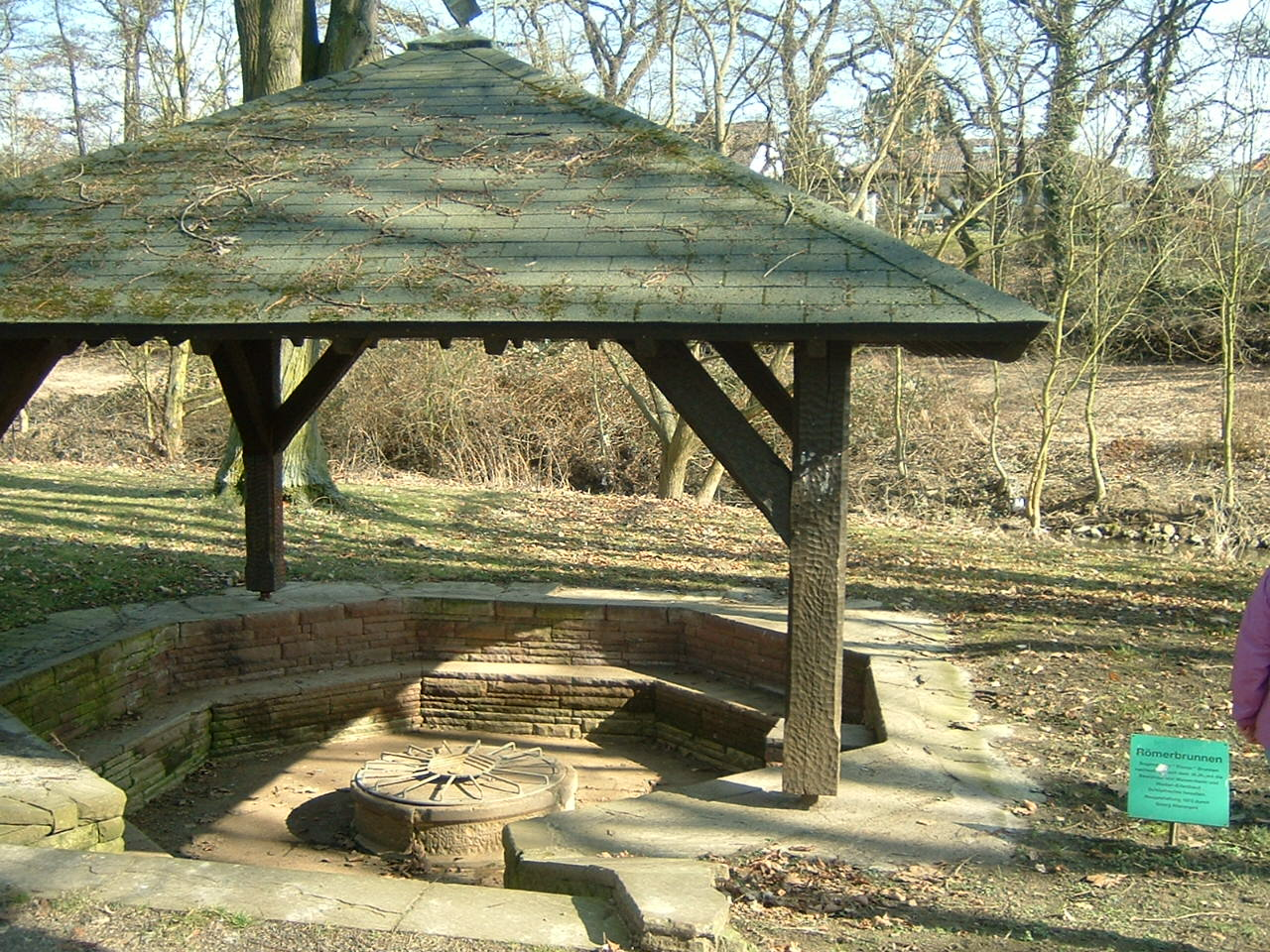
Römerbrunnen
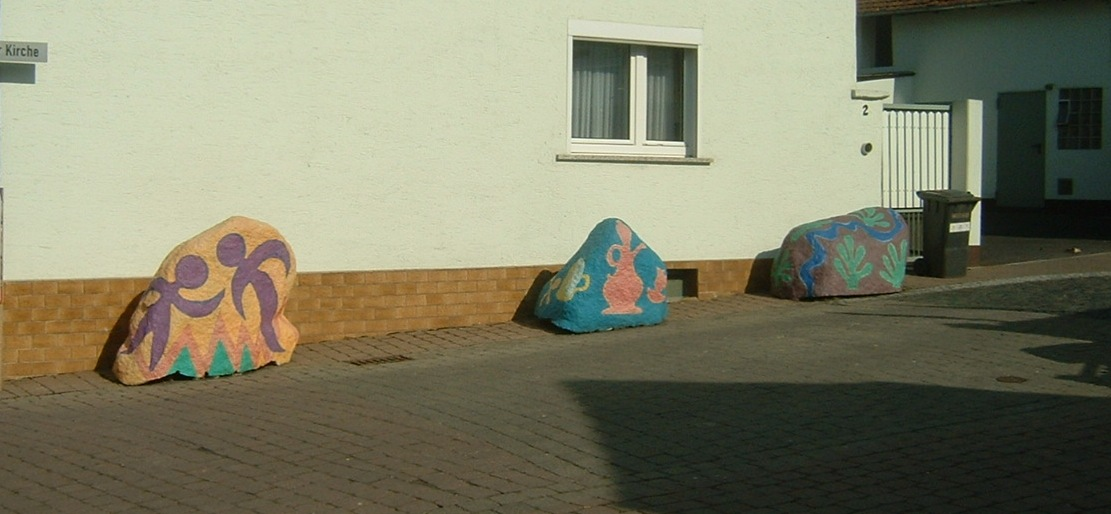
Straßenkunst

## Persönlichkeiten
- Die deutsche Romanistin Brigitte Schlieben-Lange (1943–2000) wohnte in Bad Vilbel und ist auf dem Friedhof in Massenheim beerdigt.